# "Crocodylus" acer
"Crocodylus" acer é uma espécie extinta de crocodiloide do Eocene de Utah. Um único crânio bem preservado foi descrito pelo paleontólogo Edward Drinker Cope em 1882 e continua sendo o único fóssil conhecido da espécie. Foi encontrado na Formação do Rio Verde de Wasatchéia "C." acer tinha um focinho longo e estreito e um crânio baixo e achatado.
Alguns ossos pós-cranianos foram atribuídos a "C." acer, mas recentemente foram sugeridos para pertencer à espécie relacionada "C." affinis. Embora tenham sido colocados no gênero Crocodylus, "C." acer e "C." affinis não são crocodilos. Estudos recentes os colocam como membros iniciais de Crocodyloidea, apenas distantemente relacionados com Crocodylus. Embora represente um gênero distinto, um nome genérico ainda não foi proposto para "C." acer.